# Seznam vydaných domácích videí seriálu Animáci
Animáci je dětský animovaný televizní pořad vysílaný v letech 1993–1998. V průběhu vysílání seriálu bylo vydáno několik kolekcí VHS a DVD boxů.

## VHS
Několik videí bylo vydáno na VHS ve Spojených státech, Velké Británii a Austrálii. Britské a australské VHS kazety byly zařazeny do svazků, které byly většinou náhodně zpřeházeny a nejsou nijak zvlášť řazeny. Americké videokazety však (s výjimkou Animaniacs Stew) obsahují epizody, které byly zaměřeny na jedno obecné téma. Každé video obsahovalo čtyři až pět skečů a bylo doprovázeno hrstkou úvodních skečů. Stopáž byla přibližně 45 minut.

### Spojené státy americké
| Název videa (svazky)                  | Ep # | Datum vydání   | Obsažené epizody |
| ------------------------------------- | ---- | -------------- | --- |
| Animaniacs: The Warners Escape        | 5    | 24. srpna 1994 | Newsreel of the Stars; De-zanitzed; Temporary Insanity; Hello Nice Warners; Video Review |
| Animaniacs Sing-Along: Yakko's World  | 10   | 24. srpna 1994 | I'm Cute; Schnitzelbank; Make a Gookie; Our First Day of School; Wakko's America; H.M.S. Yakko; Yakko's World; I'm Mad; Animaniacs; The Goodbye Song                                                                                          |
| Animaniacs: You WILL Buy This Video!  | 5    | 24. srpna 1994 | Puppet Rulers; Win Big; Battle for the Planet; Meet John Brain; Bubba Bo Bob Brain |
| Animaniacs Stew                       | 7    | 24. srpna 1994 | Slappy Goes Walnuts; Operation Lollipop; Sir Yaksalot; In the Garden of Mindy; Baghdad Café; Yes, Always; Bumbie’s Mom |
| Animaniacs: Helloooo Holidays         | 8    | 24. srpna 1994 | Twas the Day Before Christmas; Jingle Boo; Yakko's Universe; Little Drummer Warners; A Gift of Gold; A Christmas Plotz; The Great Wakkorotti: The Holiday Concert; Nighty-Night Toon                                                          |
| Animaniacs: Spooky Stuff              | 6    | 13. srpna 1996 | Draculee Draculaa; Phranken Runt; Meatballs or Consequences; Hot, Bothered, and Bedeviled; Scare Happy Slappy; Witch One; MacBeth |
| Animaniacs Sing-Along: Mostly in Toon | 12   | 13. srpna 1996 | The Ballad of Magellan; The Presidents Song; The Planets; The Panama Canal; Be Careful What You Eat; A Quake, A Quake; Big Wrap Party Tonight; The Senses; What Are We?; All the Words in the English Language; The Tiger Prince; Hello Nurse |

### Spojené království, Česko, Rusko, Řecko
| Název videa (svazky) | Ep # | Datum vydání    | Obsažené epizody |
| -------------------- | ---- | --------------- | --- |
| Svazek 1             | 4    | 27. března 1995 | Ups and Downs; Critical Condition; Wally Llama; Spellbound                                                                      |
| Svazek 2             | 5    | 27. března 1995 | Drive Insane; Cat on a Hot Steel Beam; With Three You Get Egg-Roll; Jockey for Position; Woodstock Slappy                       |
| Svazek 3             | 7    | 23. října 1995  | Hooked on a Ceiling; The Big Kiss; Mesozoic Mindy; The Flame; Chicken Boo-Ryshnikov; Nothing But the Tooth; Pavlov's Mice       |
| Svazek 4             | 6    | 23. října 1995  | Cookies for Einstein; Hiccup; The World Can Wait; The Wild Blue Yonder; Hurray for Slappy; The Three Muska-Warners              |
| Svazek 5             | 5    | 3. června 1996  | Draculee, Draculaa; Phranken-Runt; Scare Happy Slappy; Brain Meets Brawn; Hot, Bothered and Bedeviled                           |
| Svazek 6             | 5    | 3. června 1996  | Chairman of the Bored; Ta da Dump, Ta da Dump, Ta da Dump Dump Dump; Smell Ya Later; Lookit the Fuzzy Heads; Where Rodents Dare |

### Polsko
| Název videa (svazky) | Ep # | Datum vydání | Obsažené epizody                                                                                               |
| -------------------- | ---- | ------------ | --- |
| Svazek 1             | 5    | 1998         | Ups and Downs; Critical Condition; Wally Llama; Meatballs or Consequences; A Moving Experience                 |
| Svazek 2             | 5    | 1998         | Hearts of Twilight; The Boids; With Three You Get Egg-Roll; In the Garden of Mindy; Woodstock Slappy           |
| Svazek 3             | 6    | 1998         | Hooked on a Ceiling; Space-Probed; Battle for the Planet; Cookies for Einstein; Yakko's World; Meet John Brain |

## DVD
První díl se prodával celkem hojně; více než polovina produktu se prodala během prvního týdne, což z něj činino jeden z nejrychleji prodávaných animovaných DVD setů, které kdy společnost Warner Home Video vydala. V roce 2018 vydala společnost Warner Home Video všech 99 epizod a také film Animaniacs: Wakko's Wish do jednoho kompletního DVD boxu. Všechna vydání obsahují nesestříhané epizody (kromě epizod „Moon Over Minerva“ a „Broadcast Nuisance“).
| Název DVD        | Ep #        | Datum vydání      | Doplňující informace |
| ---------------- | ----------- | ----------------- | --- |
| Svazek 1         | 25          | 25. července 2006 | Tento pětidiskový box obsahuje prvních 25 epizod 1. série. Obsahuje celovečerní film „Animaniacs Live!“, kde Maurice LaMarche vede ve studiu prostřednictvím satelitní velkoplošné televize rozhovor s přáteli Animáků (hlasovými herci, skladateli atd.), kteří komentují seriál. Celovečerní film je prezentován v původním televizním formátu, s prostorovým zvukem Dolby Digital 5.1 v angličtině, francouzštině a maďarštině a s francouzskými, portugalskými, španělskými, rumunskými a slovinskými titulky. |
| Svazek 2         | 25          | 5. prosince 2006  | Tento pětidiskový box obsahuje dalších 25 epizod (26—50) 1. série. Obsahuje celovečerní film „The Writers Flipped, They Have No Script“, kde Maurice LaMarche vede setkání scenáristů o jejich nejoblíbenějších epizodách Animáků. |
| Svazek 3         | 25          | 19. června 2007   | Tento pětidiskový box obsahuje posledních 15 epizod (51—65) 1. série, všechny čtyři epizody (66—69) 2. série a prvních šest epizod (70—75) 3. série. Obsahuje dva fejetony „They Can't Help It If They're Cute, They're Just Drawn That Way“: objeví se zde designéři postav, scenáristé a výtvarníci, kteří vdechli Wakkovi, Yakkovi a Dot život. Druhým fejetonem je „They're Totally Insane-y: In Cadence with Richard Stone“: Hudba seriálu Animáci s poctou zesnulému skladateli.                             |
| Svazek 4         | 24          | 5. února 2013     | Tento závěrečný třídiskový box obsahuje sedm zbývajících epizod 3. série (76—82) a všechny epizody 4. série (83—90) a 5. série (91—99). Tento svazek neobsahuje žádné speciály. |
| Kompletní seriál | 99 + 1 film | 2. října 2018     | Tento devatenáctidiskový set obsahuje všech 99 epizod ze všech pěti řad seriálu, stejně tak obsahuje i direct-to-video film Animaniacs: Wakko's Wish. Speciální featurette z předchozích prvních tří svazků jsou zde také obsaženy. |